# Aušrinė Trebaitė
Aušrinė Trebaitė (Panevėžys, 18 d'octubre de 1988) va ser una ciclista lituana que s'ha especialitzat en el ciclisme en pista. També competeix en carretera on ha guanyat els campionats nacionals en ruta i en contrarellotge.

## Palmarès en ruta
- 2005
  -  Campiona de Lituània júnior en contrarellotge
- 2010
  -  Campiona de Lituània en ruta
- 2011
  -  Campiona de Lituània en contrarellotge
- Vencedora d'una etapa a la Puchar Prezesa LZS
- 2014
  -  Campiona de Lituània en ruta
  -  Campiona de Lituània en contrarellotge
- 2015
  -  Campiona de Lituània en contrarellotge
- 2016
  -  Campiona de Lituània en contrarellotge

## Palmarès en pista
- 2016
  -  Campiona d'Europa en Scratch
  -  Campiona d'Europa en Persecució per equips (amb Vilija Sereikaitė i Vaida Pikauskaite)
- 2017
  -  Campiona de Lituània en Scratch